# Etnias de Sierra Leona

Grupos étnicos de Sierra Leona

En Sierra Leona, la población estimada en 2024 es de 8.680.000 habitantes. El 45,1 % es urbana, y la media de edad es de 19,5 años, con una esperanza de vida de 62 años y una mortalidad infantil de 70,5 por mil (95,7 de menos de 5 años). La densidad de población es de 120 hab/km2. La fertilidad, en descenso, es de 3,7 hijos por mujer (en el año 2000 era de 6,4). La previsión es que en 2050 alcancen los 13 millones de habitantes. La ciudad más grande es Freetown, con 802.639 habitantes en 2024.
Hay 18 grupos étnicos que tienen características culturales similares y algunos grupos más pequeños: sociedades secretas (sociedad poro y sande), descendencia patrilineal y métodos agrícolas. Por número de miembros son: temne (el 35,5%, en el centro y noroeste), mendé (33,2%, en el este y el sur), limba (6,4%), kono (4,4%), fula (3,4%), loko (2,9%), koranko (2,8%), sherbro (2,6%), mandinga (2,4%) y creole (1,2%, descendientes de esclavos jamaicanos liberados cerca de Freetown a finales del siglo XVIII, también llamados krio), y otros grupos (4,7%), además de un 0,3% de extranjeros que incluyen refugiados de la guerra civil de Liberia, europeos, libaneses, pakistaníes e indios, más un pequeño grupo indeterminado de un 0,2%.

## Grupos étnicos
Sierra Leona está dominada por dos grupos étnicos principales, los mendé y los temne, que forman más del 60% de la población. 

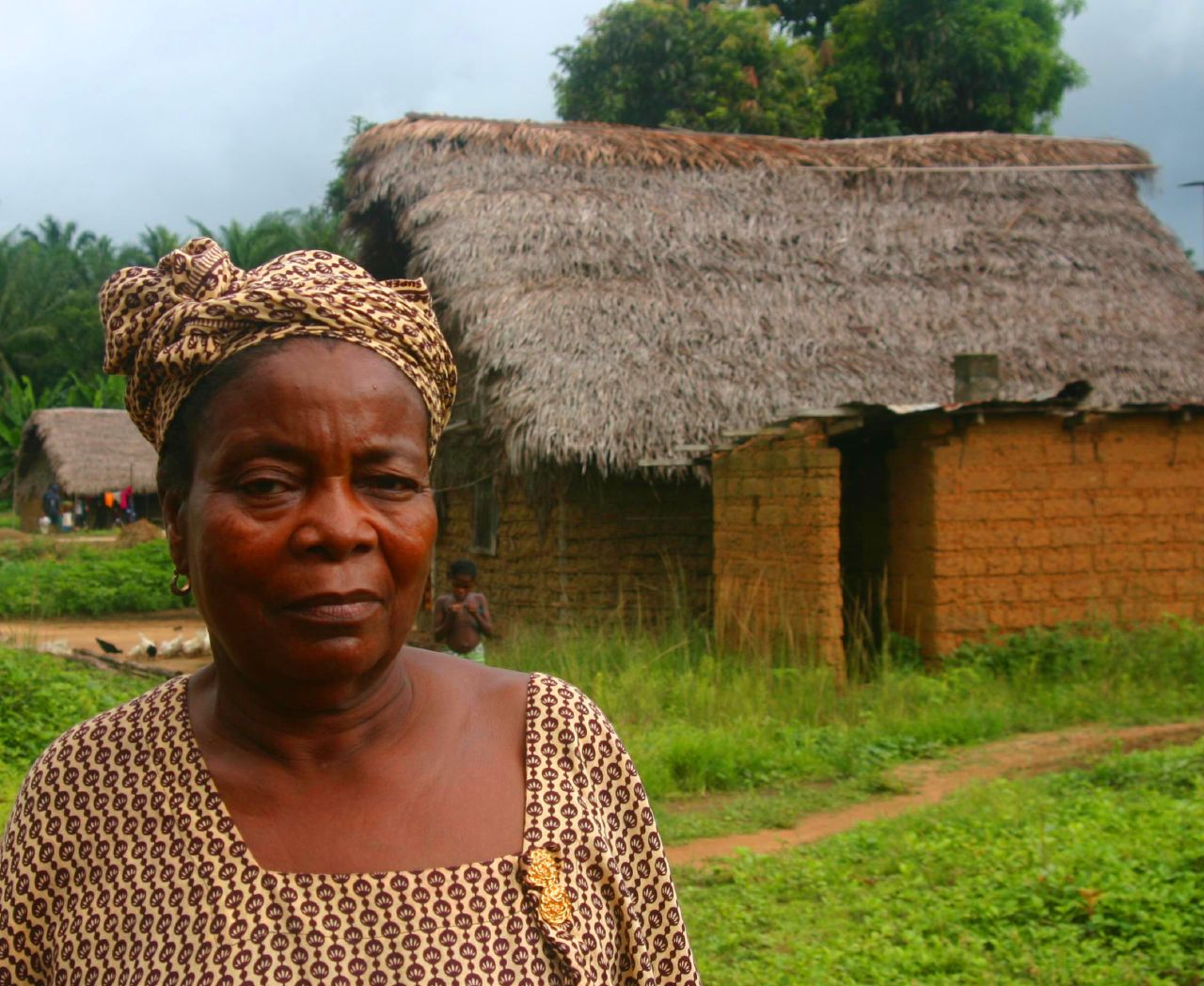
Mujer mendé en Sierra Leona

- Mendé. Los mendé constituyen más del 30% de la población de Sierra Leona, es decir, unos 2,5 millones que viven en el sur del país, por detrás de la línea de costa y en el sur más allá de la frontera con Liberia. Probablemente proceden de las tierras altas de Guinea, de donde llegaron en el siglo XVII, asimilando otros pueblos durante la emigración. Los ingleses entran en contacto con ellos en 1876, cuando empiezan a internarse en el país. No son un pueblo muy cohesionado, pero tienen características comuns que los hacen únicos. Se distinguen tres grupos principales: una quinta parte son kpa mendé (kpa quiere decir diferentes), y viven en el oeste. Eran guerreros que luchaban contra los temne. Forman una sociedad secreta que no tienen otros mendé llamada wunde, de origen militar, que se diferencia de los poro en que tienen una organización más unitaria. Celebran una danza llamada Kamakoweisia, en torno a una fogata, con altos tocados terminados en plumas de gallina.[3] Otro 35% son sewa mendé, porque viven cerca del río Sewa, y el restante 45% son los ko mendé o kolo mendé, que viven al norte, más influenciados por los kissi y otros pueblos. Todos los grupos son agricultores que añaden productos de palma y pesca para comerciar y crían ganado con propósitos ceremoniales.[4] Entre los sewa y los kolo, los hombres forman una sociedad secreta, la sociedad poro, y las mujeres otra, la sociedad sande, que mantienen las tradiciones y celebran ritos de iniciación específicos para mantener la cochesión social, y que comparten con los pueblos vecinos.

- Temne. Son el segundo grupo de Sierra Leona, más de dos millones, aunque podrían ser el primer grupo debido a su alta natalidad. Viven entre los ríos Little Scarcies y Sewa, en un área que se extiende hacia el este desde la costa, en los distritos de Port Loko, Kambia, la mitad sur Bombali y Tonkolili, en la provincia del Norte. Ya estaban en ese territorio cuando llegaron los portugueses, y cuando llegaron los ingleses controlaban Freetown. Son cultivadores de arroz, cacahuetes, mijo, yuca y otros, además de pescar y obtener productos de la palmera. Los de la zona noroeste están influenciados por el islam, en cambio, en el sudeste son más tradicionales.

- Limba. Más de 500.000. Viven en un territorio entre los ríos Little Starcies y Rokel en la provincia del Norte, en zonas contiguas a los temne y los loko, centrados en Wara Wara Bafodia, en el distrito de Koinadugu. Antes de que hubiera escuelas, carreteras y minas estaban aislados de los pueblos boscosos de la costa y se relacionaban más con los fula de Guinea, con quienes era más fácil comunicarse y con quienes competían por los pastos y el ganado que invadía los campos. Actualmente cultivan arroz y vino de palma. Tienen creencias animistas, pero respetan el islam de fulanis y mandingas que viven entre ellos. En el sur están influidos por el cristianismo y en el norte por el islam. Han tenido dos presidentes de Sierra Leona: Siaka Stevens, entre 1967 y 1985, y Joseph Saidu Momoh, entre 1985 y 1992.

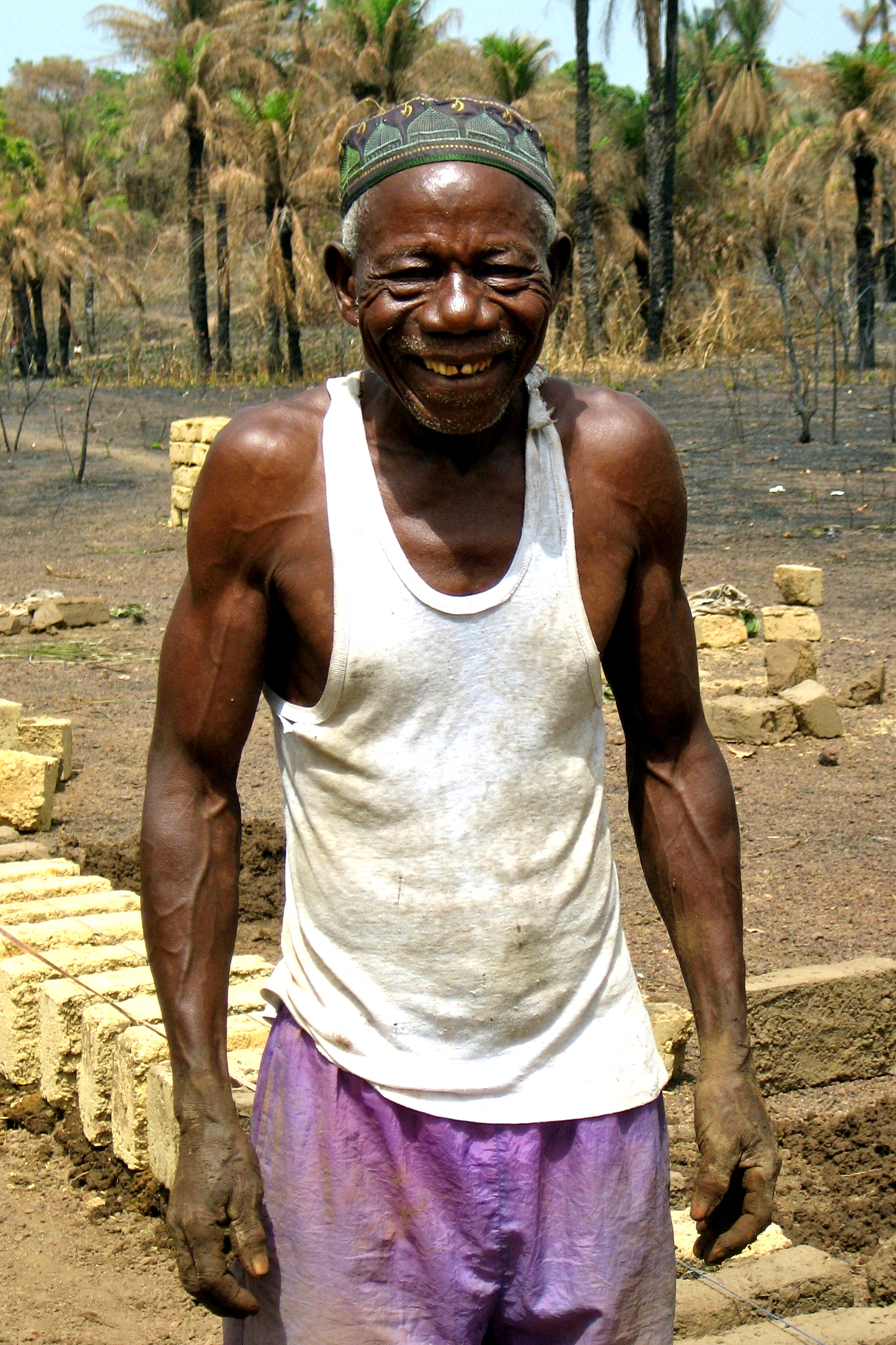
Albañil y carpintero loko en el distrito de Bombali, en la provincia del Norte.

- Kono. Unos 400.000. Viven en el distrito de Kono, diamantífero, al este del país. Son mineros y agricultores. Hablan el idioma kono, aunque muchos jóvenes se inclinan por el kri, que habla la mayoría. Son descendientes de emigrantes mali-guineanos que emigraron como cazadores a esta región en el siglo XVI y fueron empujados a las montañas por los mendé. Cultivan arroz, mandioca, maíz, cacahuetes, boniatos, pimientos, yuca, además de plátanos, piñas y cultivos comerciales como café, cacao y nuez de cola. Viven en localidades de unas cien viviendas. Practican el islam y el cristianismo, pero invocan y creen en los espíritus.

- Loko o landogo. Hablan una lengua soudoccidental mandé llamada loko, pero los jóvenes se inclinan por el temne y el krio, y en el sur por el mendé. Viven en la provincia del Norte, en los distritos de Bombali y Port Loko, y sobre todo en torno a la capital Freetown. Pertenecen a los grupos mandinga que viven al oeste de África. Son principalmente cazadores y agricultores, y tienen cierta importancia las sociedades secretas. Estaban entre los pueblos esclavizados que fueron llevados a América. La agricultura se practica colectivamente en el cultivo del arroz, y las actividades varían en época húmeda y seca, como en los demás pueblos que cultivan arroz y que también cultivan mandioca, maíz, patatas, pimientos y plátanos. La zona es rica en palma de aceite. Son patrilineales y polígamos.

- Fulani. Cerca de 300.000 en Sierra Leona, de un pueblo con más de 25 millones de habitantes en todo el oeste de África, desde Senegal al lago Chad. Viven en los distritos Bombali y Kanadogu en la provincia del Norte.

- Koranko. Más de 300.000. En una zona montañosa bastante aislada en la provincia del Norte, en el sur de Koinadugu y norte de Tonkolili, también en la región de Kissidougou, en Guinea, con los mandinga, con los que tienen cierto parentesco. Son musulmans, pero siguen conservando sus tradiciones. Son, ante todo, comerciantes y cazadores, y luego agricultores y granjeros. Practican la quema para mantener la sabana limpia de árboles con el objetivo de la caza. Practican rituales relacionados con las sociedades secretas poro y senda. Una vez iniciadoe mediante la circuncisión, los muchachos pueden elegir esposa mediante una dote (excrex). Son polígamos.

- Sherbro. Unos 135.000, principalmente en el distrito de Bonthe, en las zonas costeras del distrito de Moyamba y en el Área Occidental, sobre todo en Freetown. Hablan el idioma sherbro y la mayoría son cristianos. Son ante todo pescadores y comerciantes, con una roca cultura similar a la de los creole.

- Mandinga. En Sierra leona son unos 160.000, descendientes de los colonos mandinga que se asentaron en el norte y este de Sierra Leona entre 1870 y 1890, bajo el gobierno de Samory Touré. Están estrechamnete relacionados con los mandinga de Liberia y Guinea, con el mismo dialecto, tradición, cultura y alimentación. El 99% son musulmanes sunitas practicantes. Tienen personalidades importantes en política, como Ahmad Tejan Kabbah, presidente entre 1998 y 2007. Son predominentemnete comerciantes y granjeros de subsistencia.

- Creole de Sierra Leona. Unos 95.000. Son descendientes de los esclavos liberados de América del Norte y las Indias Occidentales que se instalaron en el Área Occidental de Sierra Leona entre 1787 y 1885. La colonia fue establecida por los británicos, con el apoyo de los abolicionistas, bajo el auspicio de la Sierra Leone Company. En 1911, adoptaron el nombre de creoles para distinguirse de las demás etnias y, en 1930, el nombre se adapta a quien lleva el modo de vida cristiano, monógamo y con nombre inglés. En 1808, se crea un protectorado (Colonia y Protectorado de Sierra Leona) y gozan de ciertas prerrogativas hasta que, después de las guerras mundiales, muchos deciden volver al modo de vida tradicional y el número de los así llamados desciende notablemente. Debido a su mejor educación, ocupan trabajos en la administración y la justicia. Actualmente, el noventa por ciento vive en el Área Occidental, en Freetown y alrededores, con los temne como vecinos, en la isla de Sherbro y en las islas Banana.[5]

- Sosso o susu. Más de 200.000. Son un pueblo manfinga que vive sobre todo en el distrito de Kambia, en Bombali y en Port Loko, sobre todo cerca de la frontera con Guinea, donde juegan un papel ppolítico y económico. Hablan un idioma muy parecido al yalunka. Vivían con ellos en la región de Futa Yallon cuando fueron expulsados por los fula.

- Yalunka. Más de 50.000. Son un pueblo mandingo que antes vivía en la región de Futa Yallon, en Guinea, expulsados por los fulani. Están relacionados con los sosso. Son musulmanes, pero practican creencias tradicionales. Viven en el distrito Koinadugu, en la provincia del Norte. Se les considera también una rama de los sosso. Son granjeros, crían unos pocos animales y comercian. Tiene una poderosa casta de herreros y entre las mujeres hay hábiles ceramistas. Practican la poliginia.

- Vai. Unos 180.000. Son un grupo grupo mandinga minoritaruo que vive en el sudeste de Sierra Leona, en el distrito de Pujehun, en la frontera con Liberia. Se dcie que esta región era donde vivía originalmente la sociedad poro secreta. Son musulmanes, con una minoría cristiana y ambas coexsten con las creencias tradicionales y las prácticas chamánicas. Cultivan arroz en una tierra muy fértil, junto con maíz, algodón, café, cacao, calabazas, plátanos, jengibre, etc. Con la palma de aceite fabrican mantequilla, vino, jabón y cestos, entre otras cosas.

- Kissi. Unos 175.000. Hablan el idioma kissi, una rama mandé de las lenguas nigerocongolesas. Son conocidos como artesanos, de cestería y telares. Antes, eran conocidos como herreros, por la abundancia de hierro en la región. Sus herreros producían el penique Kissi. Son granjeros principalmente, cultivan arroz sobre todo, y cacahuetes, algodón, maíz, bananas, patatas y melones, entre otros. Aunque comparten labores, los hombres se encargan de la caza, la pesca y limpiar las tierras. Las mujeres cuidan los huertos, atienden a las gallinas y comercian en los mercados locales.

- Kru. Apenas unos 6000, ya que viven sobre todo en Liberia.

## Lenguaje
La lengua franca de país es el krio, una mezcla de inglés y lenguas africanas que es la lengua materna de los creoles o crillos. El idioma oficial es el inglés. Entre las lenguas nigerocongolesas, el grupo mandé o mandinga es el más amplio, e incluye a los mendé, kuranko, kono, yalunka, ausu y vai. El grupo mel incluye a los temne, krim, kisi, bullom, sherbro y limba. El inglés se usa en la administración, la educación y el comercio. Los comerciantes libaneses y practicantes del islam usan también el árabe. Algunos textos escolares, boletines de información y cuentos populares se publican también en mandé y temne.

## Sociedades secretas
Las sociedades secretas son un antigua institución cultural en las instituciones de la parte septentrional del golfo de Guinea. Su objetivo principal es canalizar y controlar los poderes del mundo espiritual, capturados en una serie de máscaras y artefactos. Los rituales son exigentes y requieren se controlados mediante la participación de la sociedad. En Sierra Leona, las sociedades poro y sande ya se conocían en el siglo XVII, antes de la colonización. Tras la colonización, las sociedades secretas se mantienen como repositorios de la cultura local y la identidad ante las amenazas del modernismo. La sociedad sande/bondo femenina, que practica la mutilación genital, ha cambiado poco desde tiempos precoloniales. En 1986, esta sociedad, utilizada por el 85% de la población, preparaba a las niñas para su futuro como esposas y madres. Antiguamente, el entrenamiento duraba unos seis meses, pero ya en esa época se había reducido a 7 a 10 días. Las mujeres de la sociedad tienen sus reductos en lugares apartados, donde realizan las ceremonias 4 o 5 veces al año. En general, suelen actuar como curanderos, utilizando plantas medicinales para atenuar o curar enfermedades. La circuncisión femenina es su único punto negativo. En 2015, seguían manteniendo sus actividades.